# John Dunsworth
John Dunsworth (Bridgewater, 12 aprile 1946 – Halifax, 16 ottobre 2017) è stato un attore canadese.

## Carriera
Dunsworth è nato a Bridgewater, in Nuova Scozia, il secondo dei dieci figli di Frank e Frances Dunsworth.
Ha studiato recitazione all'Università di Guelph, ma ha abbandonato al quarto anno. Ha continuato a recitare in numerosi drammi radiofonici della CBC e ha recitato in molte produzioni teatrali al Neptune Theatre di Halifax. Nel 1970, Dunsworth prese in affitto un edificio abbandonato sul lungomare di Halifax e lo trasformò in un teatro. Soprannominato Pier One Theatre, divenne la prima e la più famosa casa di produzione teatrale alternativa della città. Alla fine degli anni '80, la Dalhousie University assunse Dunsworth per produrre lo show di benvenuto dell'università per i nuovi studenti al Rebecca Cohn Auditorium. Nel 1987, Dunsworth fondò la Filmworks Casting.  Dunsworth conobbe il regista Mike Clattenburg a metà degli anni '90, recitò nel cortometraggio di Clattenburg "One Last Shot". Il piccolo ruolo di Dunsworth si è gradualmente trasformato in una parte di spicco, che gli ha permesso di vincere il premio come Migliore Performance all'Atlantic Film Festival. Da lì, ha ulteriormente sviluppato il personaggio in quello che alla fine sarebbe diventato Jim Lahey in Trailer Park Boys.

## Vita privata
Dunsworth viveva in Nuova Scozia con sua moglie, tre figlie e un figlio, John. Le sue figlie Sarah e Molly sono entrambe attrici.
A differenza del personaggio che interpretava in Trailer Park Boys, Dunsworth raramente beveva alcolici, quello che beveva nello show di solito era tè freddo. Ha ammesso di soffrire di un problema con il gioco d'azzardo in passato. Dopo essere guarito dalla ludopatia, è stato determinante nel tentativo di rimuovere i terminali della lotteria video dai bar della Nuova Scozia.
Una volta Dunsworth è apparso sul palco con Guns N 'Roses ad Halifax, in quanto Axl Rose è un fan del personaggio di Trailer Park Boys e di Dunsworth in particolare. Era un appassionato di nautica e spesso trascorreva del tempo sul suo yacht, Emerald Princess.

## Morte
Dunsworth è deceduto per una malattia non resa pubblica il 16 ottobre 2017 a Halifax, in Nuova Scozia, all'età di 71 anni.  In una dichiarazione, la figlia di Dunsworth, Sarah, ha descritto la malattia come "breve e inaspettata" e ha dichiarato che suo padre era un "marito, padre e nonno fantastico".

## Filmografia

### Film
- So Long to Run (1978)
- Buried on Sunday (1992)
- One Last Shot (1998)
- The Shipping News (2001)
- A Glimpse Of Hell (film) 2001
- A Bug and a Bag of Weed (2006)
- Trailer Park Boys: The Movie (2006)
- Stuck (2007)
- Trailer Park Boys: Countdown to Liquor Day (2009)
- Cloudburst (2011)
- Take This Waltz (2011)
- Trailer Park Boys 3: Don't Legalize It (2014)
- Swearnet: The Movie (2014)
- Santa Quest (2014)
- Lizzie Borden Took An Ax (2014)

### Televisione
- Pit Pony (TV-1997)
- Lexx: The Dark Zone (mini-serie, 1997)
- Lexx: The Series (1999–2002)
- Three Days (TV-2001)
- Trailer Park Boys (2001–2008; 2014–2018)
- Trudeau (mini-serie, 2002)
- The Christmas Shoes (TV-2002)
- Shattered City: The Halifax Explosion (TV-2003)
- Reversible Errors (TV-2004)
- The Trailer Park Boys Christmas Special (TV-2004)
- Ambulance Girl (TV-2005)
- The Hunt for the BTK Killer (TV-2005)
- Trudeau II: Maverick in the Making (mini-serie, 2005)
- Jesse Stone: Stone Cold (film TV) (2005)
- Haven (2010–2015)
- The Gospel According to the Blues (2010)
- The Drunk and On Drugs Happy Fun Time Hour (2011)
- Titanic: The Aftermath (2012)
- Forgive Me (2013)
- Trailer Park Boys: The Animated Series (2019-2020) (postumo)